# Zeugandra iranica
Zeugandra iranica är en klockväxtart som beskrevs av Peter Hadland Davis. Zeugandra iranica ingår i släktet Zeugandra och familjen klockväxter.
Artens utbredningsområde är Iran. Inga underarter finns listade i Catalogue of Life.